# Hospital de Nuestra Señora del Socorro
El Hospital de Nuestra Señora del Socorro fue un recinto hospitalario chileno fundado en 1552, considerado el primer establecimiento de salud de Chile, tal como se entiende en los términos de la medicina moderna.

## Historia
Con la llegada de los conquistadores españoles al actual territorio chileno, quienes iniciaron el proceso conocido como La Conquista, fundando las primeras ciudades que formaron el Reino de Chile, entidad territorial del Imperio español dependiente administrativamente del Virreinato del Perú, lo que posteriormente dio paso a la época llamada como «La Colonia» o Chile colonial. Para el caso de la fundación de Santiago, dirigida por el español Pedro de Valdivia, como parte de las obras de desarrollo urbano de la ciudad, se hacía imperiosa la necesidad de contar con un recinto hospitalario que permitiera atender a los enfermos de manera oportuna y eficaz. Para ello, se dispuso de un terreno donado por Juan Fernández de Alderete, un peninsular afincado en Chile y devoto franciscano, donde se tiene registro que comenzó a funcionar el hospital a partir del 3 de octubre de 1552, bajo condiciones muy precarias, por lo que al año siguiente se inició la construcción del establecimiento para albergar al hospital al costado oriente de la Iglesia de San Francisco en calle de la cañada del mismo nombre, actualmente conocida como La Alameda, siguiendo las instrucciones específicas de su benefactor para que se erigiera allí «una iglesia y un hospital». Las nuevas dependencias del hospital fueron inauguradas en marzo de 1554, época en la cual la ciudad contaba con alrededor de 3 mil habitantes. Arquitectónicamente, el hospital era una estructura básica, que se componía de un crucero de adobón, rodeado de tapias del mismo material, mientras que en su interior constaba de 12 camas.  En este lugar ejerció la medicina el primer médico en territorio chileno, el cirujano y boticario español, Gonzalo Bazán.
En un comienzo, pasó a la administración del Cabildo de Santiago (actual municipalidad), siendo transferido en 1617, luego de 65 años de funcionamiento, a la Orden Hospitalaria de San Juan de Dios, pese a la resistencia del cabildo a realizar dicho traspaso a la orden religiosa católica, la cual había sido autorizada por el propio rey de España, Felipe III, para ingresar a Chile el año anterior. Es por esta razón que se considera al Hospital San Juan de Dios, ubicado en la comuna de Santiago Centro, como el sucesor de este hospital, al haber sido en un comienzo rebautizado como tal, para luego ser trasladadas las dependencias y personal del centro de salud a dicho recinto donde se ubica en la actualidad.